# NGC 370
NGC 370 est une entrée du New General Catalogue qui concerne un corps céleste inexistant ou perdu. Il est possible que NGC 370 soit le système stellaire triple NGC 372 observé par John Dreyer en 1876 . 
Cet objet a été enregistré par l'astronome prussien Heinrich d'Arrest le 7 octobre 1861 dans la constellation des Poissons aux coordonnées 01h 06m 44.6s pour l'ascension droite et 32° 25′ 45″ pour la déclinaison.